# Claudia Marcella maggiore
Claudia Marcella maggiore (in latino Claudia Marcella maior; 43 a.C. circa), nota anche come Marcella maggiore, è stata una nobildonna romana, membro della dinastia giulio-claudia.

## Biografia

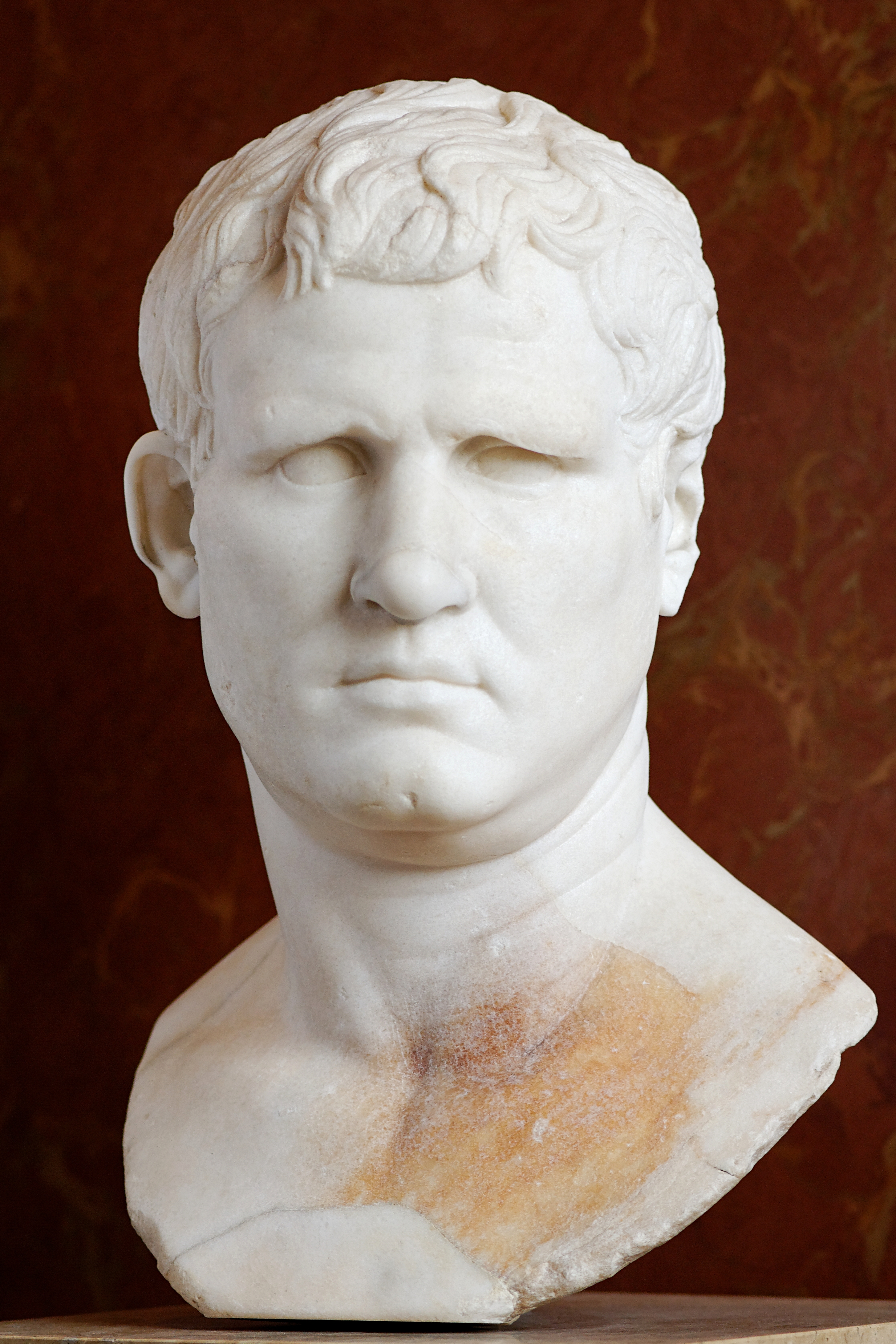
Busto di Marco Vipsanio Agrippa, primo marito di Marcella (Museo del Louvre, Parigi)

### Origini familiari
Claudia Marcella nacque intorno al 43 a.C. da Gaio Claudio Marcello, console nel 50 a.C., e da Ottavia minore, sorella di Ottaviano, il futuro imperatore Augusto, ed era la sorella maggiore di Marco Claudio Marcello e Claudia Marcella minore.

### Primo matrimonio con Agrippa
La prima notizia su di lei si ha nel 28 a.C., quando Augusto, come segno di fiducia nei confronti del suo fedele generale Marco Vipsanio Agrippa, la diede in moglie a quest'ultimo. Il matrimonio sembra sia stato felice. Ebbero due figlie femmine, Vipsania Marcella, la moglie di Publio Quintilio Varo, e Vipsania Marcellina, ma alcuni studiosi, basandosi sulla formulazione del testo di Svetonio e su alcune prove iconografiche ritengono possano aver avuto anche uno o più figli maschi, non sopravvissuti all'infanzia.
Nel 23 a.C. il fratello di Marcella, Marco Claudio Marcello, morì e sua moglie, Giulia maggiore, figlia di Augusto, era così diventata vedova; quindi, nel 21 a.C., Agrippa divorziò da Marcella per sposare Giulia.

### Secondo matrimonio con Iullo Antonio
Dopo il divorzio da Agrippa, Marcella tornò a vivere a casa della madre, Ottavia minore, e fu data in sposa a Iullo Antonio, il secondogenito di Marco Antonio dalla sua terza moglie Fulvia, tenuto in grande considerazione da Augusto. I due ebbero due figli maschi, Lucio Antonio e Gaio Antonio Iullo, e una femmina, Antonia Iulla.